# 二宮真琴
二宮 真琴（にのみや まこと、1994年5月28日 - ）は、日本の女子プロテニス選手。広島県広島市出身。エディオン所属。これまでにWTAツアーでダブルス2勝を挙げている。WTAランキング最高位はシングルス280位、ダブルス23位。身長157cm。右利き、バックハンド・ストロークは両手打ち。
日本人女子初となる日本人同士のペアでのグランドスラム決勝進出者。

## 来歴
広島県広島市出身。母は保育士。
広島市立鈴張小学校、広島市立清和中学校と進む。
テニスを始めたきっかけは、母親が広島市のNBテニスガーデンに通っていたことで、二宮が3歳の時にスクールに通う母親の脇でスポンジボールで遊び始め、6歳のときに同ガーデンのキッズスクールに入会したことによるものである。
小学校年代ではダンス、水泳、スキーとテニス以外のスポーツも熱心に行っており、10歳頃からテニス一本に絞った。小学校5年生の時に「テニスのフットワーク強化」の狙いからサッカーも始めている。
2006年、小学校6年の時に中国・四国地区の合同ジュニア合宿のメンバーにも選ばれている。
2009年、広島市立清和中学校3年の時の全国中学生テニス選手権女子シングルスでは準決勝で日比野菜緒と対戦して敗れており、中学生年代ではタイトルを手にすることは出来なかった。
二宮も中学校卒業と同時に「テニスに専念したいです」として高校へ進学しないことも考えたが、指導者から「高校へ行った方がいいよ」とアドバイスされ、兵庫県西宮市の通信制高等学校である西宮甲英高等学院へ進む。西宮甲英では尾崎里紗と同級生になった。
2010年、高校1年次ではトヨタジュニアテニストーナメント（現・MUFGジュニアテニストーナメント）女子シングルスでは、加藤未唯、穂積絵莉などを下して決勝へ勝ち上がり、決勝では小和瀬望帆にセットカウント2-0（6-1, 6-4）で勝利して優勝を果たしている。
2011年全仏オープンジュニア選手権女子ダブルスでは尾崎とペアを組んで準決勝まで駒を進めている。
2012年にプロ入りした。シングルスよりダブルスの活躍が多く、2016年9月のジャパン女子オープンテニスで青山修子と組みWTAツアー初優勝を果たした。
2017年ウィンブルドン選手権ではチェコのレナタ・ボラコバと組みベスト4に進出した。準決勝では詹皓晴/モニカ・ニクレスク組に 6-7(4), 6-4, 7-9 で破れ決勝進出はならなかった。大会後のランキングでダブルス38位となりトップ50入りを果たした。
2018年全仏オープンでは穂積とペアを組み、日本人女子同士のペアでは杉山愛/藤原里華以来16年ぶりのベスト4入り。準決勝では第8シードの詹皓晴/楊釗煊に6-2、6-2で破り日本人女子同士ではグランドスラム初となる決勝進出を果たした。決勝は第6シードのバルボラ・クレイチコバ/カテリナ・シニアコバ組に3-6, 3-6で敗れたが、日本人ペアとしては最高成績となる準優勝で終えた。9月の花キューピットオープンで加藤とのペアで決勝進出。しかし決勝で穂積/張帥組に敗れた。翌週の東レ パン・パシフィック・オープンでは加藤とのペアで2週連続で決勝進出。決勝でアンドレア・セスティニ・フラバーチコバ/バルボラ・ストリコバ組に勝利し、ツアー2勝目を挙げた。
2019年10月1日に株式会社エディオンと所属契約を締結。
2020年東京オリンピックへはダブルスに絞って出場を目指し、日本選手団583人目の最後に代表入りを果たした。五輪初出場となった女子ダブルスでは日比野菜緒とペアを組んだが、オーストラリアのバーティ、サンダース組に敗れた。

## WTAツアー決勝進出結果

### ダブルス: 7回 (2勝5敗)
| 大会グレード                  |
| ----------------------------- |
| グランドスラム (0–1)          |
| WTAファイナルズ (0–0)         |
| プレミア・マンダトリー (0–0)  |
| プレミア5 (0-0)               |
| WTAエリート・トロフィー (0-0) |
| プレミア (1–0)                |
| インターナショナル (1-4)      |

| 結果   | No. | 決勝日        | 大会             | サーフェス    | パートナー             | 対戦相手                                                    | スコア               |
| ------ | --- | ------------- | ---------------- | ------------- | ---------------------- | ----------------------------------------------------------- | -------------------- |
| 準優勝 | 1.  | 2016年8月7日  | 南昌             | ハード        | 青山修子               | 梁晨 魯晶晶                                                 | 6–3, 6–7(2), [11–13] |
| 優勝   | 1.  | 2016年9月17日 | 東京             | ハード        | 青山修子               | ジョセリン・レイ アナ・スミス                               | 6–3, 6–3             |
| 準優勝 | 2.  | 2017年3月5日  | クアラルンプール | ハード        | ニコール・メリヒャル   | アシュリー・バーティ ケーシー・デラクア                     | 6–7(5), 3–6          |
| 準優勝 | 3.  | 2018年1月13日 | ホバート         | ハード        | リュドミラ・キチェノク | エリーズ・メルテンス デミ・シュース                         | 2–6, 2–6             |
| 準優勝 | 4.  | 2018年6月10日 | 全仏オープン     | クレー        | 穂積絵莉               | バルボラ・クレイチコバ カテリナ・シニアコバ                 | 3–6, 3–6             |
| 準優勝 | 5.  | 2018年9月16日 | 広島             | ハード        | 加藤未唯               | 穂積絵莉 張帥                                               | 2–6, 4–6             |
| 優勝   | 2.  | 2018年9月22日 | 東京             | ハード (室内) | 加藤未唯               | アンドレア・セスティニ・フラバーチコバ バルボラ・ストリコバ | 6–4, 6–4             |